# Xanthia intensa
Xanthia intensa är en fjärilsart som beskrevs av Barend J. Lempke 1964. Xanthia intensa ingår i släktet Xanthia och familjen nattflyn. Inga underarter finns listade i Catalogue of Life.